# معركة سالا (1939)
معركة سالا هي معركة درات من 30 نوفمبر 1939 حتى 13 مارس 1940 كجزء من حرب الشتاء السوفيتية الفنلندية.
و كانت الفرق المشاركة من جانب قوات الاتحاد السوفيتي هما فرقتا البنادق السوفيتية 88 و122.